# War in the Pacific National Historical Park
War in the Pacific National Historical Park är en nationalpark i Guam. Den inrättades 1978 för att hedra dem som deltog i striderna i Stilla havet under andra världskriget.

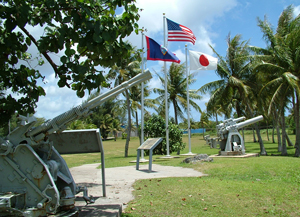

Ett antal platser på Guam med anknytning till striderna ingår i nationalparken:

- T. Snell Newman Visitor Center 13°25′21″N 144°40′32″Ö / 13.4225°N 144.6756°Ö
- Agat Beach med
  - Apaca Point 13°24′08″N 144°39′47″Ö / 13.4023°N 144.6630°Ö
  - Ga'an Point 13°23′14″N 144°39′27″Ö / 13.3873°N 144.6575°Ö
- Asan Beach 13°28′24″N 144°42′36″Ö / 13.4734°N 144.7101°Ö
- Fonte Plateau 13°27′49″N 144°43′59″Ö / 13.4635°N 144.7330°Ö
- Piti Guns 13°27′41″N 144°41′41″Ö / 13.4614°N 144.6948°Ö
- Asan Inland med
  - Asan Bay Overlook 13°27′36″N 144°42′56″Ö / 13.4600°N 144.7156°Ö
  - Memorial Wall med 16142 namn på soldater och lokalbefolkning som dog under striderna

Områden som ingår i parken, men som inte iordningställts för besökande:
- Mount Alifan Unit
- Mount Chachao / Mount Tenjo Unit